# Beyond Reality
Beyond Reality är det finländska power metal-bandet Dreamtales debutalbum, utgivet i december 2002 på Spinefarm Records och i Japan på Avalon i juni samma år.
Albumet producerades av bandets framtide basist Pasi Ristolainen och är det enda med gitarristen och bandgrundaren Rami Keränen på leadsång. Skivan består delvis av omarbetade versioner av låtar från bandets två första demos Shadow of the Frozen Sun och Refuge from Reality.
Introspåret lånar musiken från filmen The Rock ("Hummel Gets the Rockets" av Hans Zimmer).
Beyond Reality gästas av Marco Hietala (då i Nightwish).

## Låtlista
1. "Intro / The Dawn" – 4:06
2. "Memories of Time" – 4:46
3. "Fallen Star" – 4:25
4. "Heart's Desire" – 8:10
5. "Where the Rainbow Ends" – 5:01
6. "Time of Fatherhood" – 5:25
7. "Dreamland" – 3:38
8. "Call of the Wild" – 5:23
9. "Dancing in the Twilight" – 4:58
10. "Refuge from Reality" – 4:45
11. "Silent Path" – 4:52
12. "Farewell..." – 7:15

Bonusspår på den japanska utgåvan
1. "Secret Wish" – 4:53

## Medverkande
Musiker
- Rami Keränen – sång, gitarr
- Esa Orjatsalo – gitarr
- Alois Weimer – basgitarr
- Turkka Vuorinen – keyboard
- Petteri Rosenbom – trummor

Bidragande musiker
- Marco Hietala – sång
- Sanna Natunen – sång
- Jenny Heinonen – bakgrundssång
- Johanna Pursiainen – bakgrundssång
- Niko Rauhala – bakgrundssång
- Laura Jaatinen – violin

Produktion
- Pasi Ristolainen – producent, inspelningstekniker
- Sakke Pietarila – inspelningstekniker
- Mikko Karmila – mixning
- Mika Jussila – mastering
- Tero Junkkila – omslagskonst, design

## Inspelningsinformation
Inspelningsstudior:
- Deerhouse Studio, Tammerfors
- 303 Studio, Helsingfors
- Headline Studio, Tammerfors
- Finnvox Studios, Helsingfors
- LaLa-Records Studio